# Intendencia del Putumayo
La intendencia del Putumayo fue una antigua entidad territorial de Colombia que correspondía a la totalidad del hoy departamento del Putumayo, ubicado al sur del país. La entidad fue creada por decreto n.º 177 del 18 de febrero de 1905 con parte del área del antiguo territorio del Caquetá.
En 1906 la intendencia desapareció por medio del decreto 290 y su territorio fue incorporado a los departamentos de Cauca y Nariño. En 1912 por medio del Decreto 320 reapareció como comisaría especial del Putumayo, con los mismos límites de 1905 y permaneció con esta denominación hasta 1968, cuando se estableció como intendencia. Finalmente el 4 de julio de 1991 se elevó al Putumayo a la categoría de departamento.

## División territorial
Para 1968, la intendencia tenía por municipios a Mocoa (13.059 hab.), Puerto Leguízamo (7.499) y Puerto Asís (14.406), y los corregimientos de Colón (1.805), San Francisco (3.125), Santiago (4.987), Sibundoy (4.928) y Villa Amazónica (6.475).